# Dodô
För andra betydelser, se Dodo (olika betydelser).
Ricardo Lucas, mest känd som Dodô, född 2 maj 1974 i São Paulo, Brasilien, är en brasiliansk före detta fotbollsspelare.
Dodô har spelat för flera klubbar i Brasilien, bland annat São Paulo, Santos, Botafogo och Fluminense. Han har även spelat i Japan, Sydkorea och Förenade Arabemiraten, med stora framgångar i Ulsan Hyundai Horangi i den Sydkoreanska ligan.
Den 11 september 2008 stängde idrottens skiljedomstol, CAS, av Dodô från professionellt spel under två års tid efter ett positivt dopingtest. Han testades positivt för Fenproporex efter en match mellan Botofogo och Vasco da Gama den 14 juni 2007.
I januari 2010, efter avstängningens slut, skrev Dodô på ett kontrakt med Vasco da Gama. I klubben gjorde Dodô 11 mål på 28 matcher, varav fyra i en match mot Botafogo. Efter två missade straffar i ett derby mot Flamengo gick det desto sämre och i juni 2010 bytte han klubb till Portuguesa där han uttryckte önskan om att avsluta sin karriär. Den 27 april 2011 visade han vilja att förlänga sin karriär genom ett ettårskontrakt med Americana som också blev hans sista klubb.